# Наливайко, Владимир Георгиевич
Владимир Георгиевич Наливайко (1922—1997) — майор Советской Армии, участник Великой Отечественной войны, Герой Советского Союза (1945).

## Биография
Владимир Наливайко родился 22 января 1922 года в Сочи. С 1933 года вместе с семьёй проживал в Москве, где окончил школу и индустриально-конструкторский техникум. В начале войны был отправлен в эвакуацию в Свердловск, работал в научно-исследовательском институте. В 1942 году Наливайко был призван на службу в Рабоче-крестьянскую Красную Армию. В том же году он окончил Свердловское пехотное училище. С 1942 года — на фронтах Великой Отечественной войны.
К марту 1945 года капитан Владимир Наливайко командовал батальоном 1318-го стрелкового полка 163-й стрелковой дивизии 27-й армии 3-го Украинского фронта. Отличился во время Балатонской операции. Батальон Наливайко держал оборону на насыпи узкоколейной железной дороги, отражая немецкие танковые контратаки. 15 марта 1945 года, на восьмой день обороны, противник предпринял мощную атаку танками, однако батальону ценой больших потерь удалось её отбить, уничтожив большое количество вражеских боевых машин. В строю батальона осталось менее половины личного состава. Утром следующего дня батальон Наливайко штурмом взял хутор, захватив 2 БТР, 1 танк и около 10 солдат и офицеров противника.
Указом Президиума Верховного Совета СССР от 28 апреля 1945 года за «образцовое выполнение боевых заданий командования на фронте борьбы с немецкими захватчиками и проявленные при этом отвагу и геройство» капитан Владимир Наливайко был удостоен высокого звания Героя Советского Союза с вручением ордена Ленина и медали «Золотая Звезда» за номером 4959.
После окончания войны Наливайко продолжил службу в Советской Армии. В 1950 году в звании подполковника он был уволен в запас. Проживал и работал в Москве. Скончался 26 февраля 1997 года, похоронен на Николо-Архангельском кладбище Москвы.
Был также награждён орденом Кутузова 3-й степени и двумя орденами Отечественной войны 1-й степени, рядом медалей.